# Alfred Persson (arkitekt)

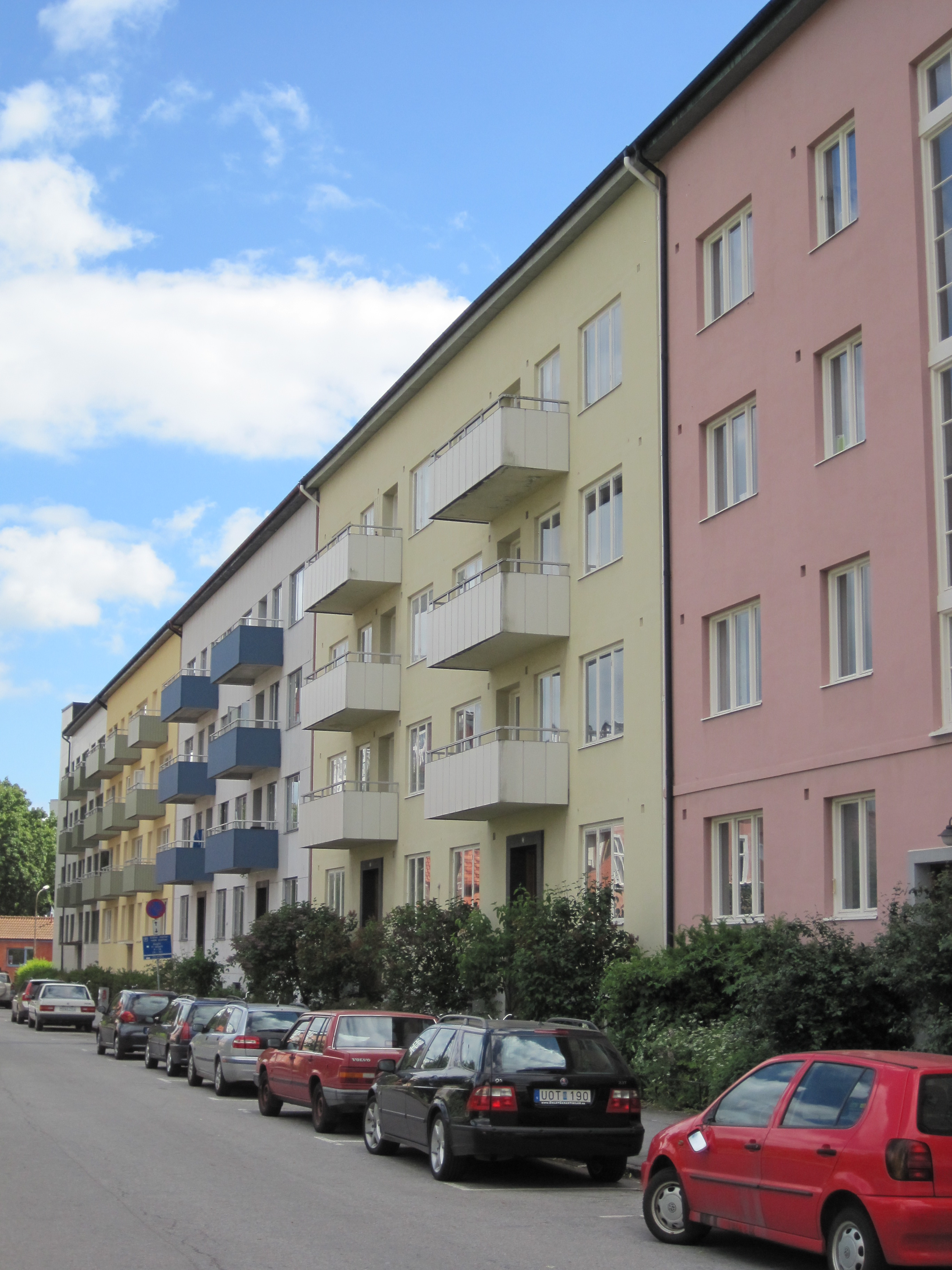
Funkishus längs Flormansgatan i Lund (precis söder om Södra Esplanaden). De tre husen i mitten av kvarteret, uppförda 1936–1938, är ritade av Alfred Persson (det mörkare gula i samarbete med Hans Westman, vilken själv ritat huset längst ner i kvarteret).

Alfred Persson, född 24 juni1879, död 5 april 1963, var en svensk arkitekt och kommunaltjänsteman, främst verksam i Lund.
Persson fick 1905 anställning som biträde hos Lunds dåvarande stadsarkitekt August Jakobsson. Ursprungligen biträdde han endast Jakobsson med dennes privata projekt, men från 1910 också med de kommunala. 1918 anställdes han formellt av staden som byggnadskontrollant och mätingenjör vid stadsbyggnadskontoret. Parallellt utövade han dock även en omfattande privat arkitektverksamhet, och sett i rent antal ny- och ombyggnader är han en av staden Lunds mest produktiva arkitekter någonsin. Hans omfattande privata bisysslor resulterade i att stadsfullmäktige 1932 försökte förbjuda honom att verka som privatarkitekt. Persson överklagande dock, bland annat hänvisande till att han hade elva barn att försörja, och fick stadsfullmäktiges beslut upphävt av Kungl. Maj:t.
I registret till Lunds bevaringsprogram förtecknas Persson som hel- eller delupphovsman till runt 160 olika byggnader uppförda eller ombyggda mellan 1918 och 1955, och listan skulle troligen kunna göras längre. Mest produktiv var han under 1920-talet, och hans byggnader från denna tid är i stor utsträckning utformade i tjugotalsklassicistisk stil. Han har dock även byggt i funkisstil (se bild). Huvudsakligen utgörs hans produktion av bostäder – såväl villor som hyreshus och bostadsrättsföreningar – i områdena utanför den gamla stadsvallen. Så till exempel har han ritat runt 2/3-delar av 1920-talsvillorna längs Siriusgatan i Planetstaden. Bland hans ombyggnader av äldre hus märks ett antal byggnader längs Östra Mårtensgatan (bland annat det så kallade "Sesamhuset").
Persson var känd under smeknamnet "Millimetern", detta delvis på grund av sin längd, men troligen främst för sin noggrannhet vid upprättande av byggnadsritningar.